# 공중파

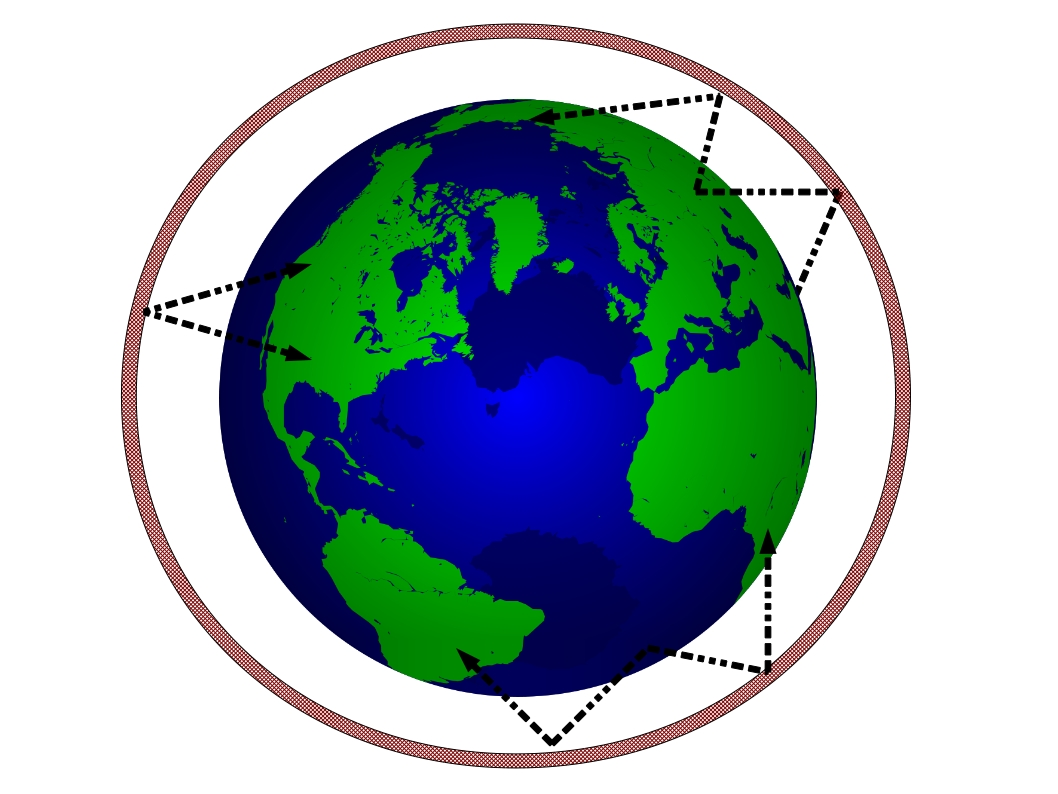

공중파(空中波, skywave)는 전파통신에서 지구 전리층에 반사되어 들어오는 전파를 말한다. 이 성질을 이용해서 지평선 너머까지 방송을 보낼 수 있으며, 대개 단파방송이 이 원리를 이용한다.